# Topshop
Topshop (eigene Schreibweise: TOPSHOP) ist eine britische Frauen-Modemarke. Sie ging in den 1960er-Jahren aus der Modekette Peter Robinson hervor und etablierte sich in den 1970er-Jahren als Einzelhandelsunternehmen im Burton-Konzern. Unter der Leitung von Jane Shepherdson entwickelte sich Topshop Anfang der 2000er-Jahre mit britischer Fast Fashion zu einer erfolgreichen Handelskette. Die Marke galt in Großbritannien als Vorreiter, kooperierte mit berühmten Models und betrieb weltweit Ladengeschäfte. Nach finanziellen Schwierigkeiten verkaufte der mittlerweile als Arcadia Group firmierende Mutterkonzern die Marke Topshop Anfang 2021 an den Onlinehändler Asos. Das eigene Filialnetz wurde dabei komplett aufgegeben. 2024 verkaufte Asos die Mehrheit der Markenanteile an Anders Holch Povlsen.

## Geschichte

### Anfänge
Die Marke wurde 1964 als Peter Robinson’s Top Shop (deutsch etwa „Der Tolle Laden von Peter Robinson“) eingeführt. Raymond Montague Burton, damals Leiter der Damenmodekette Peter Robinson im Burton-Konzern, verantwortete unter dem Namen ein jugendliches Modesortiment, das in den Peter-Robinson-Filialen in Sheffield und am Oxford Circus in London angeboten wurde. In der Londoner Filiale wurde ein Jahr später das gesamte Untergeschoss für Top Shop genutzt. Ein erstes eigenständiges Geschäft unter dem Namen Top Shop wurde im Jahr 1974 eröffnet. Bis zum Ende der 70er-Jahre hatte Top Shop als Marke Peter Robinson komplett verdrängt. 1978 wurde der Ableger Topman eingeführt, um den Bedürfnissen männlicher Kunden gerecht werden zu können. Das erste Topman-Geschäft eröffnete in Leeds.

### Weiterentwicklung in den 2000er-Jahren
In den 80er-Jahren entwickelte sich die Handelskette, nun unter dem Namen Topshop, wenig weiter. Sie galt als altmodisch und billig. Erst als Jane Shepherdson ab Ende der 90er-Jahre die Marke führte, wurde Topshop wieder zu einem hochprofitablen Unternehmen. Shepherdson hatte seit 1985 als Einkäuferin für Topshop gearbeitet und richtete die Marke in wenigen Monaten neu aus: mit günstigen Preisen und schnell wechselnden Designs konnte sie eine breitere Zielgruppe ansprechen. Laut dem Guardian habe sie Topshop zur wichtigsten britischen Modemarke gemacht und die Konfektion der Einkaufsstraßen (engl. high street) revolutioniert. Chitra Buckley, Modeforscherin am London College of Fashion, stellte zusammenfassend fest, Topshop habe in dieser Zeit als Eigenmarke eine Markenidentität entwickelt, die mit Eigenwilligkeit, Eklektizismus und Neuigkeit den britischen oder Londoner Stil beschwöre. So arbeitete Topshop etwa mit bekannten britischen Designerinnen der 1960er- und 70er-Jahre wie Celia Birtwell und Barbara Hulanicki zusammen. Außerdem habe Topshop eine wichtige Rolle für Nachwuchskräfte im Modedesign gespielt, etwa indem das Unternehmen seit 2001 den New Generation Award des British Fashion Council sponserte. Mit der Entscheidung, bei der London Fashion Week 2005 als Konfektionsmarke erstmals eine eigene Kollektion (Topshop Unique) zu präsentieren, habe Topshop den Unterschied zwischen Designermode und high street-Mode verwischt.
Shepherdson verließ Topshop Ende 2006. Einen Zusammenhang mit der Entscheidung Philip Greens, dessen Familie die Topshop-Mutter Arcadia Group 2002 gekauft hatte, eine Kollektion mit Kate Moss zu entwickeln, bestritt sie. 2010 endete die Zusammenarbeit mit Moss. Mary Homer folgte auf Shepherdson und leitete Topshop bis 2017. In dieser Zeit trieb sie vor allem die internationale Expansion voran.
2016–2018 vertrieb Topshop Beyoncés Sportmodemarke Ivy Park.

### Niedergang der Arcadia-Gruppe und Übernahme
Ende der 2010er-Jahre kam die Arcadia-Gruppe unter der Leitung von Philip Green in finanzielle Schwierigkeiten. Als Gründe nannten die Medien unter anderem veränderte Vorlieben, vor allem für günstigere und sportlichere Fast-Fashion-Marken, hohe Kosten im stationären Handel, einen zu wenig an Social Media angepassten Marketing-Mix, zu wenig Präsenz außerhalb des Vereinigten Königreichs oder auch das schlechte Image von Green in der Öffentlichkeit. Durch die COVID-19-Pandemie in Großbritannien verschärfte sich die Situation weiter, bis Arcadia Ende 2020 unter Insolvenzverwaltung gestellt wurde. Anfang Februar 2021 kaufte Asos die Marken Topshop, Topman, Miss Selfridge und HIIT für 330 Mio. Pfund von Arcadia. Dabei übernahm Asos aber nur die Markenrechte und etwa 300 Mitarbeitende im Einkauf und Design, alle Ladengeschäfte mit etwa 2500 Angestellten wurden aufgegeben. Am 5. Februar wurde der Onlineshop von Topshop geschlossen und auf die Asos-Webseite weitergeleitet.

### ASOS-Marke
Im Juli 2021 teilte Asos mit, dass die US-amerikanische Kaufhauskette Nordstrom eine Beteiligung an den ehemaligen Arcadia-Marken gekauft habe, darunter auch Topshop. Nordstrom vertreibt seit 2012 Topshop-Artikel in den USA.
Zur Herbst/Winter-Kollektion 2022 stellte Asos einen neuen, gemeinsamen Auftritt mit Topman vor. Es umfasste unter anderem einen eigenen Sub-Shop, ein neues Monogramm und erweiterte Produktlinien. In der Gestaltung wollte Asos an die Geschichte von Topshop anknüpfen. Die Topshop- und Topman-Artikel wurden auch in 106 Nordstrom-Filialen in Nordamerika verkauft.
Im Herbst 2023 gab es Gerüchte darüber, dass Asos Topshop verkaufen wolle, etwa an die Authentic Brands Group (ABG), Umar Kamani oder Shein. Es wurde spekuliert, wie profitabel die Marke Topshop sei. Ein Analyst nannte die Expansion nach Amerika einen Fehlschlag.
Im September 2024 verkaufte Asos große Topshop- und Topman-Anteile an Heartland, die Holding von Anders Holch Povlsen. An dem neuen Joint-Venture ist Heartland mit 75 %, Asos mit 22,5 % und Nordstrom mit etwa 2 % beteiligt. Der Kaufpreis von 118 Mio. Pfund sollte vor allem Asos refinanzieren. Die aus dem Preis abgeleitete Unternehmensbewertung lag deutlich niedriger als bei der Übernahme 2021. Später berichtete die Sunday Times, es habe auch ein gemeinsames, höheres Kaufangebot von Shein und der ABG gegeben.

## Filialnetz

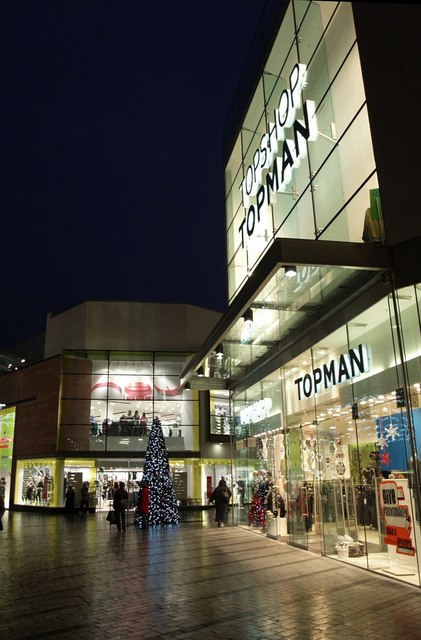
Eine von den Marken Topshop und Topman gemeinschaftlich genutzte Filiale in Exeter, England

Topshops wichtigster Markt war immer das Vereinigte Königreich. In vielen weiteren Regionen war die Marke nur über Franchisenehmer oder Shop-in-shops präsent.
In Nord- und Südamerika besaß Topshop Filialen in Brasilien, Kanada, Chile und in den USA. In Europa gab es Filialen der Marke Topshop in Kroatien, Zypern, Gibraltar, Island, Polen, Irland, Russland, Serbien, Slowenien, Spanien, Tschechien, Deutschland, Schweden, in der Türkei und in Großbritannien. Im Nahen Osten besaß die Kleidungskette Filialen in Israel, Jordanien, im Libanon, in Kuwait, Katar, Saudi-Arabien und in den Vereinigten Arabischen Emiraten. In Südostasien war Topshop in den Märkten von Indonesien, Japan, Malaysia, den Philippinen, Singapur und in Thailand vertreten.
Nach dem Erfolg der Kleidungskollektion, die von Kate Moss mitgestaltet und inspiriert worden war, entschied sich Topshop zu einer Einführung der Kollektion auf dem US-amerikanischen Markt. Topshop hatte einen Vertrag mit der US-amerikanischen Bekleidungskette Barneys New York abgeschlossen, der den Verkauf der Kollektionen durch deren 19 Filialen ermöglicht.
Am 1. Mai 2010 eröffnete Topshop seine erste Filiale in Neuseeland, in North Shore City in der Region Auckland. Bevor überhaupt die Filiale eröffnet hatte, waren bereits einige der Kollektionen ausverkauft. Die neuseeländische Designerin Karen Walker besuchte Großbritannien zuvor und war für die Auswahl vieler Stücke verantwortlich, die in der neuseeländischen Filiale angeboten wurden.
Im Jahre 2011 expandierte Topshop nach Australien mit Flagship-Stores sowohl in South Wales als auch in Victoria, so wurde zumindest in verschiedenen Quellen berichtet. Topshops Mutterkonzern Arcadia Group hat jedoch jegliche Stellungnahme und damit sowohl eine Bestätigung als auch eine Zurückweisung dieser Nachricht abgelehnt.

### Flagship-Stores

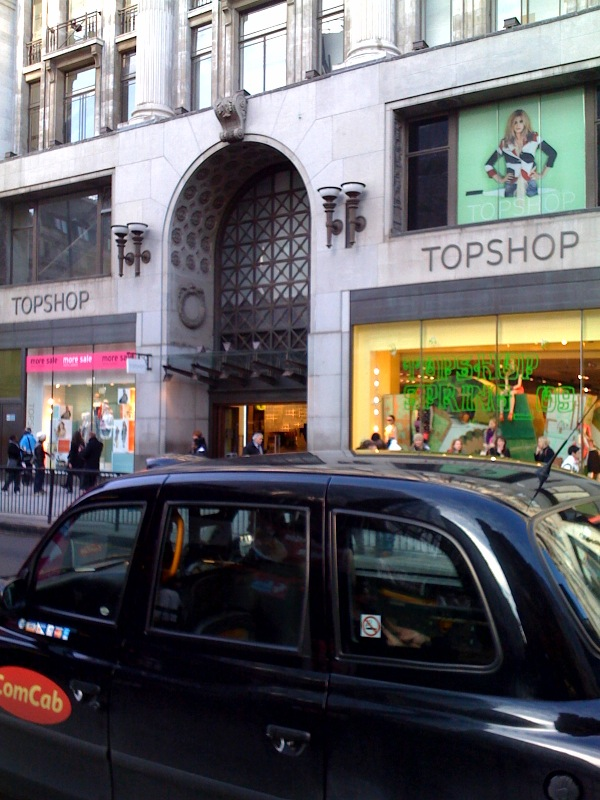
Flagship-Store von Topshop am Oxford Circus in London, England

#### Oxford Circus, London (Großbritannien)
Topshop Oxford Circus war der offizielle Name des Flagship-Stores im Vereinigten Königreich und das weltgrößte Kaufhaus für Mode und Bekleidung. Der Flagship-Store beinhaltete eine „Nail Bar“ (Nagel-Studio), einen einstündigen Änderungsschneiderei-Service, einen Haarsalon des Stylisten Daniel Hersheson, ein Café-Sandwich-Bar-Restaurant der Marke EAT, einen einstündigen Lieferservice, bei dem Kunden Aufträge an Topshop aufgeben und mit einer Vespa innerhalb von 60 Minuten geliefert bekommen können, sofern sie innerhalb der angebotenen Lieferzone wohnen. Der Flagship-Store erstreckte sich auf über fünf Geschossen. Der Flagship-Store wurde täglich von rund 30.000 Kunden frequentiert. Kunden konnten außerdem die sich nebenan befindliche und ebenfalls zur Arcadia Group gehörende Filiale der Bekleidungskette Miss Selfridge mittels eines Verbindungsgangs durch die Süßigkeitenabteilung erreichen.

#### Broadway, New York City (USA)
Der erste Flagship-Store von Topshop außerhalb Großbritanniens befand sich am Broadway in New York City. Die neue Filiale bot ähnliche Dienstleistungen wie der Flagship-Store am Oxford Circus in London, jedoch war die Filiale in New York City in der Rangordnung nur die zweitgrößte der Marke nach dem Flagship-Store in London: Die New Yorker Filiale ist ungefähr 5.600 m² groß.

#### Liverpool One, Liverpool (Großbritannien)
Im Sommer 2009 eröffnete Topshop seinen ersten Concept Store im Manhattan-Style im Vereinigten Königreich, und zwar in Liverpool, England. Die Filiale befand sich im Liverpool One und bot etwa 5.600 m² Verkaufsfläche. Dies machte die Topshop-Filiale in Liverpool zum zweitgrößten Einzelhandelsgeschäft des Landes. Die Filiale war als Flagship-Store für den Norden von England konzipiert und beinhaltete neben Topman auch noch ein Büro, ein Schuh-Outlet von Kurt Geiger sowie einen „Voodoo Hair Salon“.

## Kontroversen

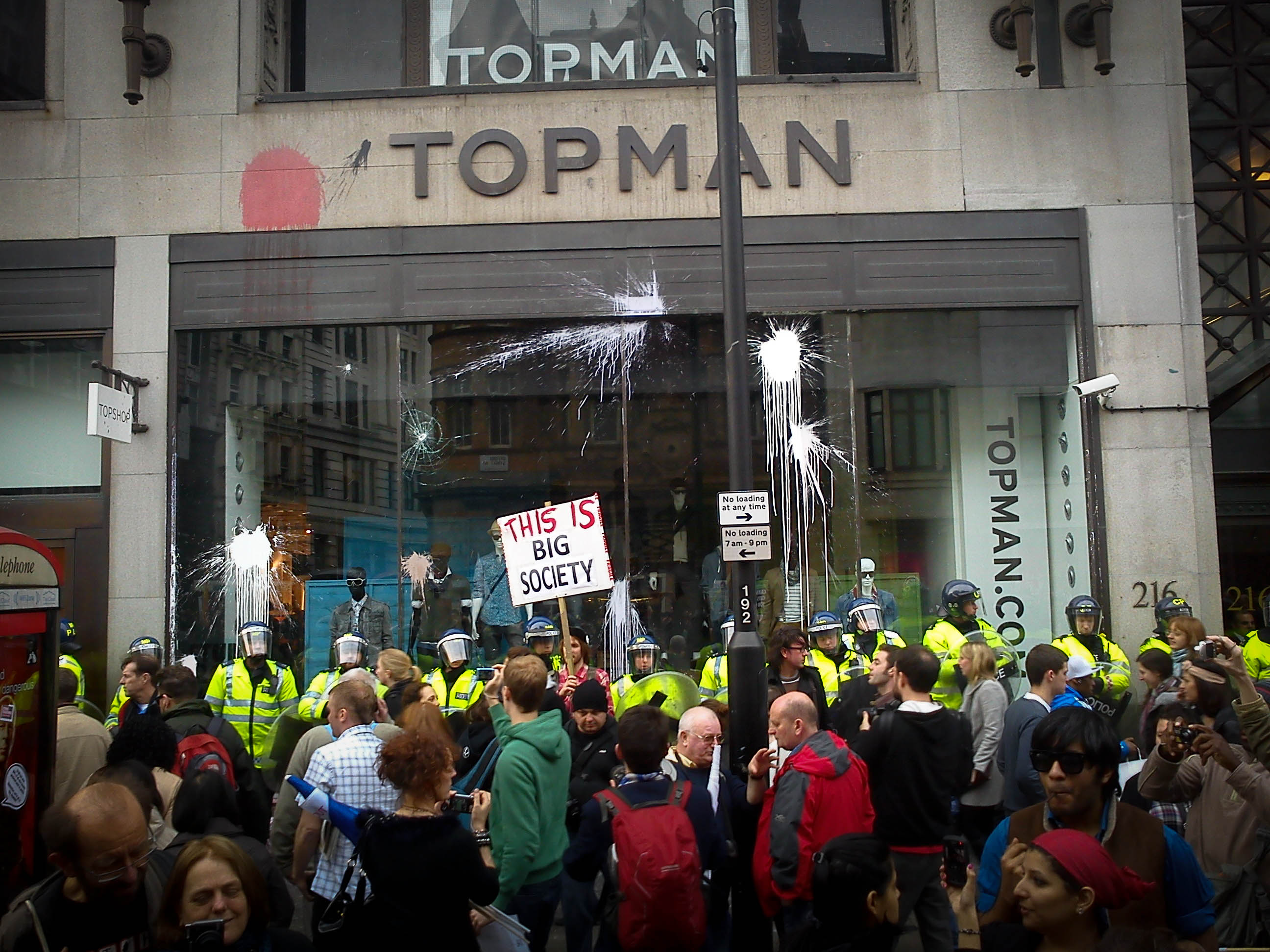
Der Flagship-Store Topshop Oxford Circus in London wurde von Demonstranten, die gegen die Kürzungen der britischen Regierung protestierten, im März 2011 beschädigt

### Britische Steuerpolitik nach der Finanzkrise
Am 4. Dezember 2010 veranstalteten Protestanten als Bestandteil eines umfangreichen Aktionstages einen Sitzstreik direkt vor dem Flagship-Store von Topshop am Oxford Circus in London und in Brighton leimten sich ein paar Personen an die Fenster der Filiale, während es in anderen Geschäftsstraßen in ganz Großbritannien ähnliche Szenen gab, die Ausdruck der Proteste gegen Steuererhöhungen, gegen die Machenschaften und Steuerhinterziehung von reichen Indivialpersonen und gegen die Geschäftemacherei des „Big Business“ gewesen sind.
Im Februar 2011 verhafteten bewaffnete Polizisten den 19-jährigen Jed Miller, nachdem er mit abwaschbarer Tinte die Worte „Pay Your Taxes“ (zu Deutsch: „Bezahlt Eure Steuern“) an die Wand einer Topshop-Filiale in Colchester geschrieben hatte.

### Lieferanten
Topshop wurde von dem studentischen Kampagnennetzwerk People & Planet für die angebliche Verwendung von in Usbekistan durch Sklaven gepflückter und geernteter Baumwolle scharf kritisiert. Außerdem weigerte sich Topshop der „Ethical Trading Initiative“ in Großbritannien beizutreten, einer Vereinbarung von über 70 britischen Unternehmen zur Einhaltung ethischer und moralischer Grundsätze im Handel.
Als Antwort auf die Kritik an den Arbeitsbedingungen der Beschäftigten von Fabriken, die Produkte für Topshop herstellen, ließ Philip Green lapidar verlautbaren: “You [The Sunday Times] are telling me that factories are happy to breach our code of conduct. I’ve got to look into it.” (zu Deutsch etwa: „Ihr (gemeint ist die britische Zeitung The Sunday Times) sagt mir, dass Fabriken leicht unseren Verhaltenskodex brechen. Ich muss mir davon ein eigenes Bild machen.“) Dies könnte bedeuten, dass Topshop zukünftig versuchen könnte, die Herstellungsbedingungen zu verbessern, sollten sich die Vorwürfe als schlüssig herausstellen.